# Douglas (Wyspa Man)
Douglas (manx Doolish) – miasto w Wielkiej Brytanii, na wschodnim wybrzeżu Wyspy Man. Od 1863 jest stolicą wyspy (poprzednio stolicą było Castletown), zamieszkane przez ok. 26,2 tys. osób (2006).

## Geografia
Miasto leży nad Morzem Irlandzkim, nad zatoką Douglas Bay, w południowo-wschodniej części Wyspy Man, 130 km od Liverpoolu. Miasto otaczają niewysokie wzgórza przecięte dwiema rzekami Dhoo i Glass, od których wzięła się nazwa miasta.

## Gospodarka
W Zatoce Douglas znajduje się port, do którego wejście wskazuje zbudowana w 1857 na przylądku Douglas Head latarnia morska. Drugim źródłem dochodu mieszkańców jest turystyka. Ponadto w mieście rozwinął się przemysł precyzyjny oraz spożywczy.